# Генин, Марк Самуилович
Марк Самуилович Генин (р. 4 октября 1924, Ленинград) — советский и российский кинорежиссёр и сценарист.

## Биография
Окончил режиссёрский факультет Театрального института им. А. Н. Островского в Ленинграде (1953)
В 40-х гг. — актёр театра им. К. С. Станиславского (Армения). Работал с Одесской киностудией и «Ленфильмом».
Писал также юмористические рассказы для детей и юношества, один из которых был экранизирован в киножурнале «Ералаш» (сюжет «Аукцион»).

## Фильмография

### Режиссёр
- 1973 — Подзорная труба [1]
- 1978 — По улице комод водили (совместно с Николаем Ковальским)[2]

### Сценарист
- 1978 — По улице комод водили